# Bernhard Herzhoff
Bernhard Herzhoff (* 15. Juli 1944 in Dattenfeld) ist ein deutscher Altphilologe.

## Leben
Herzhoff studierte von 1964 bis 1973 Klassische Philologie, Katholische Theologie und Biologie an den Universitäten Bonn und Freiburg in der Schweiz, einschließlich der Staatsexamina in Latein, Griechisch und Biologie sowie der Promotion im Fach Klassische Philologie bei Hartmut Erbse. 1973 erfolgte sein Antritt des staatlichen Schuldienstes am Friedrich-Wilhelm-Gymnasium in Trier mit Unterricht in den Fächern Latein, Griechisch und Biologie. 1984/1985 folgte ein Wechsel als Oberstudienrat im Hochschuldienst und schließlich als Akademischer Direktor an die Universität Trier; dort lehrte er Klassische Philologie bis zum Eintritt in den Ruhestand am 1. Dezember 2007. Seit einigen Jahren arbeitet er an der Übersetzung und Kommentierung der Schrift De Plantis für die Berliner Akademieausgabe des Aristoteles.  
Von 1994 bis 2007 war Herzhoff Mitherausgeber der Reihe Antike Naturwissenschaft und ihre Rezeption (AKAN). Für die Fachenzyklopädie „Der Neue Pauly“ verfasste er mehrere Artikel über Pflanzenarten.

## Schriften (Auswahl)
- Zwei gnostische Psalmen. Interpretation und Untersuchung von Hippolytus, Refutatio V 10,2 und VI 37,7 (Dissertation), Bonn 1973.
- mit Heinrich Schnitzler: Die subalpinen Birken-Rhododendron-Wälder im Dagwan-Tal/West-Himalaya, in: Mitteilungen der Deutschen Dendrologischen Gesellschaft 72 (1981), Seite 171–186.
- Die Osterhomilie des Melito von Sardes. Das frühe Christentum im Zwiespalt von Aneignung und Abgrenzung, in: Der Altsprachliche Unterricht XXV 1 (1982), Seite 42–54, und Textbeilage Seite 68–78.
- Lotos. Botanische Beobachtungen zu einem homerischen Pflanzennamen, in: Hermes. Zeitschrift für Klassische Philologie 112 (1984), Seite 257–271.
- Zur Identifikation antiker Pflanzennamen, in: Döring, Klaus / Georg Wöhrle (Hrsg.):  Vorträge des ersten Symposions des Bamberger Arbeitskreises 'Antike Naturwissenschaft und ihre Rezeption' (AKAN), Wiesbaden 1990, Seite 9–32 (Gratia 21).
- Phegos: Zur Identifikation eines umstrittenen Baumnamens, in: Hermes. Zeitschrift für Klassische Philologie 118 (1990), Seite 257–272 und Seite 385–404.
- Botanischer Anhang zur Identifikation der Aromapflanzen, in: Theophrast, De odoribus. Herausgegeben, übersetzt und kommentiert von Ulrich Eigler und Georg Wöhrle, Stuttgart 1993, Seite 78–95 (Beiträge zu Altertumskunde 37).
- Kriegerhaupt und Mohnblume – ein verkanntes Homergleichnis (Ilias 8,306–308), in: Hermes. Zeitschrift für Klassische Philologie 122 (1994), Seite 385–403.
- Das Erwachen des biologischen Denkens bei den Griechen, in: Georg Wöhrle (Hrsg.): Geschichte der Mathematik und der Naturwissenschaften in der Antike I: Biologie, Stuttgart 1999, 13–49.
- Homers Vogel Kymindis, in: Hermes. Zeitschrift für Klassische Philologie 128 (2000), Seite 275–294.
- Orient im Okzident: Zitrusfrüchte in Vergils Georgica (2, 126–135), in: Sabine Harwardt / Johannes Schwind (Hrsg.): Corona Coronaria. Festschrift für Hans-Otto Kröner zum 75. Geburtstag, Hildesheim 2005, Seite 163–187 (Spudasmata 102).
- Ist die Schrift 'De plantis' von Aristoteles? In: Antike Naturwissenschaft und ihre Rezeption (AKAN), hrsg. von Jochen Althoff / Bernhard Herzhoff / Georg Wöhrle, Band XVI, Trier 2006, Seite 69–108.
- Der Flußkatalog der Ilias (M 20–23), ältestes literarisches Beispiel geometrischer Raumerfassung? In: Antike Naturwissenschaft und ihre Rezeption (AKAN), hrsg. von JochenAlthoff/Sabine Föllinger/Georg Wöhrle, Band XVIII, Trier 2008, Seite 101–138.
- The Battlefield of the Trojan War. A New Philological and Geographical Analysis, in: Studia Troica, Band 19, Tübingen 2011, Seite 219–254.
- Wer war der Peripatetiker Nikolaos, der Verfasser des Kompendiums der Philosophie des Aristoteles und Bearbeiter seiner Schrift über die Pflanzen? In: Antike Naturwissenschaft und ihre Rezeption (AKAN), hrsg. von Jochen Althoff / Sabine Föllinger / Georg Wöhrle, Band XXVI, Trier 2016, Seite 135–187.
- „What remains to be examined ...“: Lotus – Botanical Observations on a Controversial Plant Name, in: Antike Naturwissenschaft und ihre Rezeption (AKAN), hrsg. von Jochen Althoff/Sabine Föllinger/Georg Wöhrle, Band XXVII, Trier 2017, Seite 9–32.

| Personendaten    | Personendaten          |
| ---------------- | ---------------------- |
| NAME             | Herzhoff, Bernhard     |
| KURZBESCHREIBUNG | deutscher Altphilologe |
| GEBURTSDATUM     | 15. Juli 1944          |
| GEBURTSORT       | Dattenfeld             |